# Ellen Troell
Ellen Ingeborg Troell, född 31 mars 1883 i Eslöv, död där 14 november 1978, var en svensk tandläkare. 
Hon var dotter till byggmästare Jöns Troell och faster till Jan Troell.
Efter studentexamen i Lund 1902 blev Troell tandläkarkandidat 1905 och avlade tandläkarexamen 1908. Hon innehade praktik i Eslöv från 1908 och var där även verksam inom Föreningen för kvinnans politiska rösträtt.